# Underworld: Blood Wars
Underworld: Blood Wars è un film del 2016 diretto da Anna Foerster, al suo esordio come regista cinematografica dopo la regia di alcuni episodi di serie TV, e scritto da Cory Goodman. Il film è interpretato da Kate Beckinsale, Theo James, Tobias Menzies, Lara Pulver, Bradley James e Charles Dance. Si tratta del quinto ed ultimo episodio della saga cinematografica, e il secondo a essere distribuito in versione 3D.

## Trama
Selene si trova in una condizione di reietta, avendo perso il suo compagno ibrido Michael e abbandonato la figlia Eve, con cui possiede un di legame telepatico, per evitare che sia i Vampiri sia i Lycan la trovino per aumentare il proprio potere gli uni contro gli altri.
Dopo aver respinto l'ennesimo attacco di un branco dei Lycan grazie all'intervento del vampiro David, quest'ultimo le chiede il suo aiuto ora che i loro nemici hanno un nuovo leader di nome Marius. Raggiunti da altri vampiri, vengono condotti nella sede del clan orientale, dove Thomas, il padre di David, è riuscito a chiedere la grazia per Selene (ancora sotto accusa per aver ucciso i vampiri anziani) in cambio del suo aiuto contro i Lycan.
Selene mentre addestra alcuni giovani vampiri viene tradita da Semira, un membro del consiglio che non l'ha mai perdonata per la morte di Viktor, e Varga, un cacciatore amante di Semira, dopo averla drogata, uccide su ordine della donna le reclute vampiro. Selene viene poi immobilizzata su una strana macchina per prelevare il suo sangue, ma viene salvata da David e Thomas, grazie ad alcuni passaggi che l'anziano conosce. Dopo averla liberata, l'uomo si sacrifica venendo ucciso dai due traditori, mentre David scappa dalla villa con Selene prima che venga chiusa (infatti è programmata per sbarrare ogni finestra al sorgere del sole), scoprendo così di poter sopravvivere alla luce grazie al sangue che aveva ricevuto in precedenza dalla donna. Semira, che ha assistito alla scena, capisce il potere del sangue di Selene e ordina alla vampira Alexia di inseguirli.
Selene e David si dirigono a nord tra le montagne, dove si trova l'ultimo clan di vampiri, quello del nord, e qui scoprono che tutti hanno capelli e vesti bianche e particolari poteri, come diventare temporaneamente immateriali. Il capo di tale clan, Vidar, e una vampira di nome Lena rivelano a David che lui in realtà è figlio di Amelia, una dei grandi anziani, dopo aver mostrato la spada d'argento della donna e una sfera dove ha conservato il suo sangue, ed è quindi destinato a comandare i vampiri, ma il ragazzo rifiuta la verità.
Improvvisamente l'avamposto viene attaccato dai Lycan e Selene si ritrova a combattere contro Marius, che si rivela in grado di trasformarsi in un essere con volto umano e riesce a mettere in difficoltà la vampira. Quest'ultima viene ferita ulteriormente da Alexia, che si rivelerà l'amante dell'uomo, entrambi alla ricerca di Eve, ma i due scoprono che Selene non ha davvero idea di dove si trovi la figlia, decidendo quindi di ucciderla. Selene, ormai morente, sceglie di sprofondare in un lago ghiacciato e Marius ordina la ritirata, in quanto non hanno ottenuto niente.
I vampiri recuperano il corpo di Selene e lo immergono per il percorso spirituale. David, dopo aver bevuto il sangue di Amelia e ottenuto così i ricordi della madre, accetta le sue origini e destino.
Alexia rientrata alla villa uccide le guardie per essere poi a sua volta uccisa da Semira, che ha sempre saputo del suo tradimento e vede che Marius sta per attaccare. La donna, dopo aver bevuto il sangue di Selene, cerca di convincere gli anziani alla fuga, ma arriva David che dopo aver fatto bere il sangue di Amelia e rivelato chi è, convince tutti i presenti compreso Varga a restare e combattere.
Lo scontro finale vede in difficoltà i vampiri, poiché i Lycan rompono i muri della villa per far entrare la luce, ma inaspettatamente arrivano Selene risorta (con i capelli in parte bianchi) e i vampiri del nord, che grazie alle armature sono protetti dalla luce. Selene affronta Marius e, dopo aver bevuto il suo sangue, scopre che ha ucciso e dissanguato Michael per avere i suoi poteri, e quindi, in preda alla rabbia, lo uccide, mentre David uccide Semira scappata all'arresto. I Lycan, rimasti senza leader, si ritirano e Selene, David e Lena vengono accolti come nuovi anziani. 
La scena finale del film mostra Selene che si reca in segreto al nord per incontrare la figlia (probabilmente giuntaci mediante il legame telepatico che possiede con la madre), dopo che Lena le ha dato di nascosto un oggetto apparso nei suoi ricordi.

## Produzione
Le riprese si sono tenute a Praga dal 19 ottobre. Karl Walter Lindenlaub si è occupato della fotografia, Ondřej Nekvasil della scenografia, Bojana Nikitović ha realizzato i costumi mentre Peter Amundson, si è occupato del montaggio del film. Le riprese del film si sono concluse l'11 dicembre 2015.

## Promozione
Il trailer del film è stato distribuito il 7 settembre 2016.

## Distribuzione
Il film è stato distribuito in Russia dal 25 novembre 2016 ed è stato distribuito nelle sale americane il 6 gennaio del 2017, mentre in quelle italiane la distribuzione era inizialmente prevista per il 30 marzo 2017, ma venne poi spostata al 6 aprile.

## Accoglienza

### Incassi
Il film ha incassato 81093313 $ a livello globale, a fronte di un budget stimato in 35 milioni di dollari.